# アンナ・ソフィア・ベルグルンド
アンナ・ソフィア・ベルグルンド（Anna Sophia Berglund、1986年4月5日 - ）はアメリカ合衆国のモデル。
カリフォルニア州サンペドロ出身。